# Swansea, Illinois
Swansea är en ort (village) i St. Clair County, i delstaten Illinois, USA. Enligt United States Census Bureau har orten en folkmängd på 13 440 invånare (2011) och en landarea på 16,2 km².